# شنون لوچیو
شنون لوچیو (انگلیسی: Shannon Lucio؛ زادهٔ ۲۵ ژوئن ۱۹۸۰) یک هنرپیشه اهل ایالات متحده آمریکا است. وی از سال ۲۰۰۳ میلادی تاکنون مشغول فعالیت بوده‌است.